# Greta Thunberg
Greta Tintin Eleonora Ernman Thunberg (Estocolmo, 3 de enero de 2003), conocida como Greta Thunberg, es una activista ambiental sueca conocida por desafiar a los líderes mundiales a tomar medidas inmediatas para mitigar los efectos del cambio climático.
El activismo climático de Thunberg comenzó cuando persuadió a sus padres para que adoptaran opciones de estilo de vida que redujeran la huella de carbono de su familia. En agosto de 2018, a los 15 años, Thunberg comenzó a faltar a la escuela, prometiendo permanecer fuera hasta después de las elecciones nacionales suecas en un intento de influir en el resultado. Protestó frente al parlamento sueco, donde pidió una acción más contundente contra el cambio climático sosteniendo un cartel de Skolstrejk för klimatet (Huelga escolar por el clima) y repartiendo folletos informativos. Después de las elecciones, Thunberg habló frente a sus partidarios, diciéndoles que usaran sus teléfonos para filmarla. Luego dijo que continuaría con la huelga escolar por el clima todos los viernes hasta que Suecia cumpliera con el acuerdo climático de París de 2015. La juventud y la forma de hablar directa de Thunberg impulsaron su ascenso al estatus de icono mundial.
Poco después de la primera huelga escolar de Thunberg por la protesta climática, otros estudiantes participaron en protestas similares en sus comunidades. Luego se unieron y organizaron la huelga escolar por el movimiento climático bajo el lema Fridays for Future. Después de que Thunberg se dirigiera a la Conferencia de las Naciones Unidas sobre el Cambio Climático de 2018, los viernes se llevaron a cabo protestas semanales de huelga estudiantil por el clima en todo el mundo. En 2019, múltiples protestas coordinadas en varias ciudades involucraron a más de un millón de estudiantes cada una. Para evitar los vuelos intensivos en carbono, Thunberg navegó en un yate libre de carbono desde Plymouth, Inglaterra, hasta la ciudad de Nueva York, donde asistió y se dirigió a la Cumbre de Acción Climática de la ONU de 2019. En su discurso, Thunberg regañó a los líderes mundiales exclamando «¿Cómo se atreven?» en referencia a su percibida indiferencia e inacción ante la crisis climática. Su advertencia llegó a los titulares de todo el mundo. Después de graduarse de la escuela secundaria en 2023, su activismo continuó ganando atención internacional y sus tácticas de protesta se han vuelto cada vez más asertivas. Como adulta, sus protestas han incluido tanto manifestaciones pacíficas como actos de desobediencia civil, como desafiar las órdenes legales de dispersarse, que han llevado a arrestos, condenas y absoluciones. El activismo de Thunberg ha evolucionado para incluir otras causas, apoyando a Ucrania, Palestina, y Armenia en sus respectivos conflictos con Rusia, Israel y Azerbaiyán.
El ascenso de Thunberg a la fama mundial la convirtió en una líder ad hoc en la comunidad de activistas climáticos. Enfrentó fuertes críticas, muchas de ellas burlándose de ella como una adolescente ingenua. La influencia de Thunberg en el escenario mundial ha sido descrita por The Guardian y otros medios como el «efecto Greta». Ha recibido honores y premios, como ser incluida en la lista de las 100 personas más influyentes según la revista Time, nombrada la más joven Persona del año en 2019, incluida en la lista Forbes de las 100 mujeres más poderosas del mundo en 2019, y nominada al Premio Nobel de la Paz.

## Vida personal
Nació en Estocolmo, Suecia, en enero de 2003, hija del actor Svante Thunberg y la cantante lírica Malena Ernman, quien representó a Suecia en Eurovisión 2009. Su abuelo paterno, Olof Thunberg, también fue actor.
Greta cuenta que la primera vez que escuchó hablar del cambio climático fue en 2011, cuando tenía ocho años, y no podía entender por qué se estaba haciendo tan poco al respecto. Tres años más tarde se deprimió y se aletargó, dejó de hablar y comer, y finalmente fue diagnosticada con síndrome de Asperger, trastorno obsesivo-compulsivo y mutismo selectivo. Si bien reconoce que su condición «la ha limitado antes», no ve el síndrome de Asperger como un problema, y en cambio lo considera un «superpoder».
Es conocida por su contundente manera de hablar, tanto a las multitudes como a los líderes políticos y asambleas legislativas, instando a la acción inmediata para abordar lo que ella describe como la «crisis climática».
En su hogar Greta persuadió a sus padres de que adoptaran varias opciones de estilo de vida para reducir su propia huella de carbono, incluido renunciar a viajar en avión y no comer carne. Thunberg afirma que sus padres dieron respuesta a sus peticiones, y que cambiaron su estilo de vida, lo que le dio esperanza, haciéndole creer que ella podría marcar la diferencia.
La historia familiar se cuenta en Escenas del corazón, libro autobiográfico de Malena Ernman de 2018, donde esta revela que su otra hija, Beata Mona Lisa Ernman, padece trastorno obsesivo-compulsivo y trastorno de oposición desafiante, además de trastorno de déficit de atención con hiperactividad (TDAH). Sobre su hermana Beata, Greta Thunberg ha dicho: «No es porque sea mi hermana, sino porque es una persona fuerte y maravillosa. Es mi mejor amiga».
En uno de sus primeros discursos exigiendo acciones para combatir el calentamiento global, Thunberg explicó su mutismo selectivo como una condición que solo le permite hablar cuando es necesario, y agregó: «ahora es uno de esos momentos».
Svante Thunberg, padre de Greta, declaró el 30 de diciembre de 2019 a Radio 4 de la BBC que inicialmente él no apoyó el activismo de su hija, pero que luego vio cómo eso ayudó a vencer la depresión de su hija: «Ella había dejado de hablar, dejado de comer y todas estas cosas», sostuvo Svante, quien agregó que en la nueva etapa de activista: «Pude ver que Greta estaba muy feliz de hacerlo». En referencia a él y su esposa, confesó: «No somos activistas climáticos, nunca lo fuimos. Obviamente no teníamos ni idea (sobre) la crisis climática y ella (Greta) básicamente pensó que éramos grandes hipócritas», y concluyó Svante Thunberg: «No lo hice por salvar al clima, lo hice por salvar a mi hija».

## Activismo

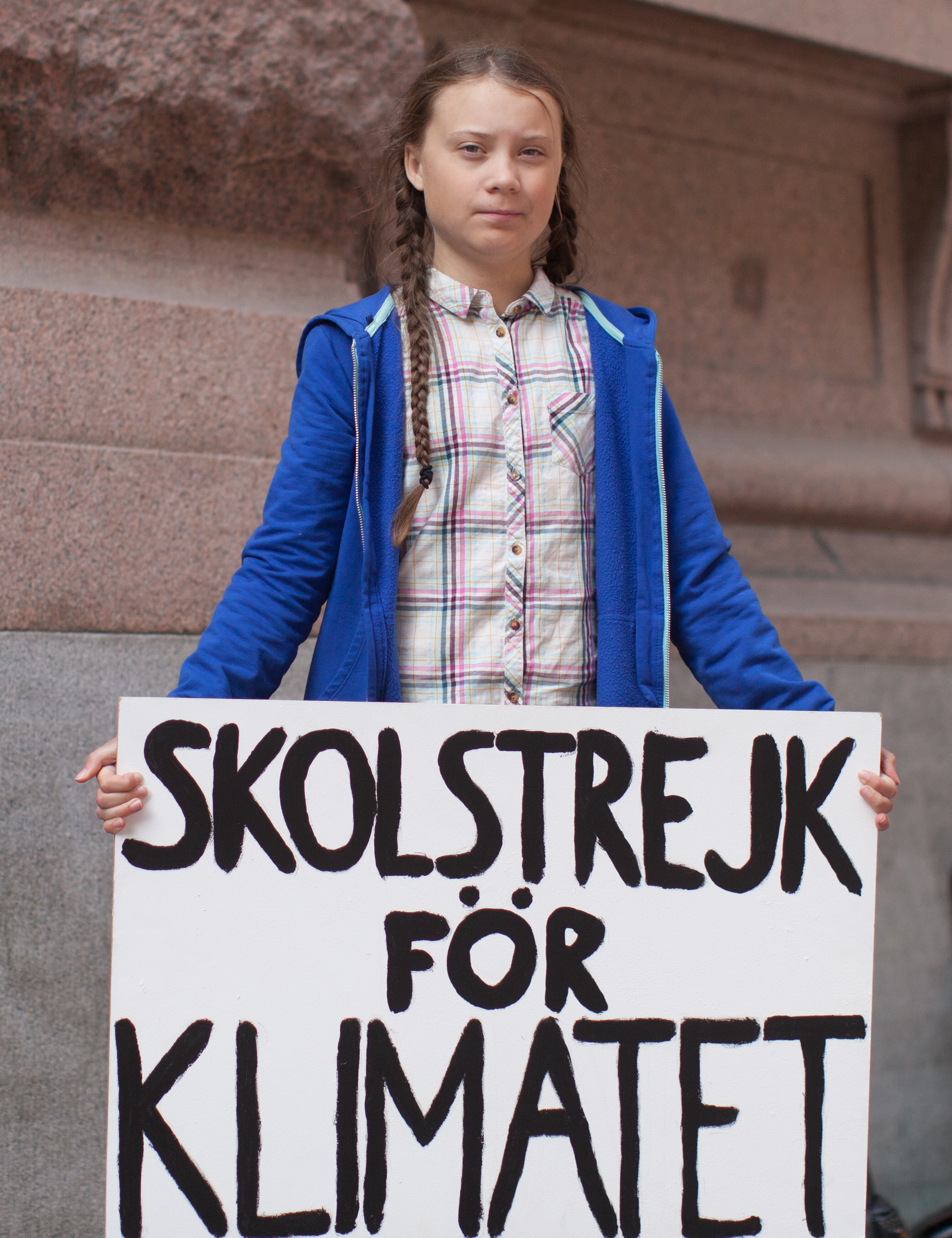
Thunberg frente al parlamento sueco, con un cartel de «Skolstrejk för klimatet» («Huelga escolar por el clima»), Estocolmo, agosto de 2018

### Huelga en el Riksdag
El 20 de agosto de 2018, Thunberg, quien entonces estaba en noveno grado, decidió no asistir a la escuela hasta las elecciones generales de Suecia de 2018, que se celebrarían el 9 de septiembre, tras una ola de calor y de incendios forestales en Suecia. Demandaba que el gobierno sueco redujera las emisiones de carbono con base en lo establecido en el Acuerdo de París, por lo que decidió protestar sentándose en las afueras del Riksdag todos los días durante la jornada escolar, junto con un cartel que decía en sueco: «Skolstrejk för klimatet» («Huelga escolar por el clima»).

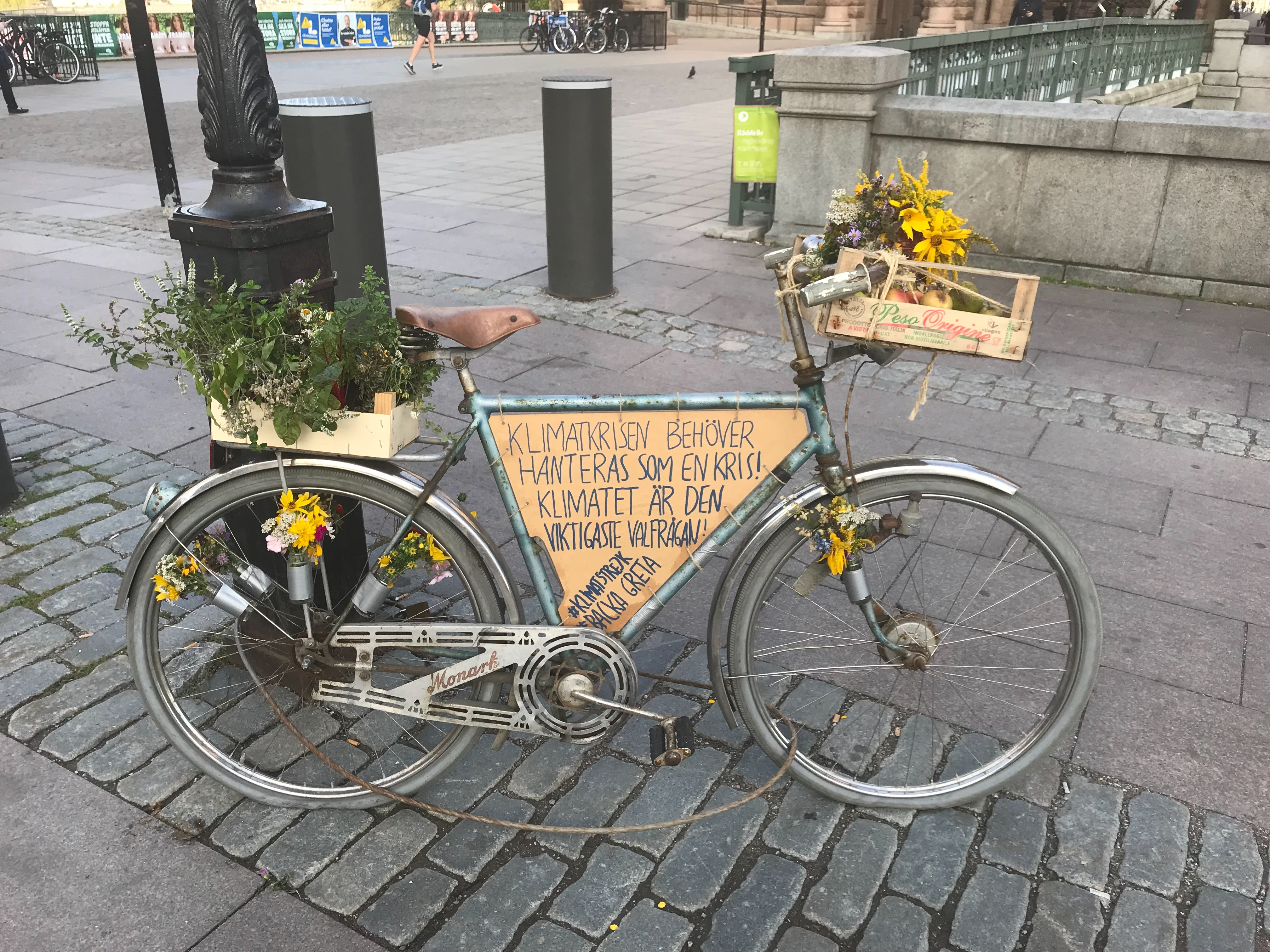
Bicicleta en Estocolmo con referencias a Thunberg: «¡La crisis climática debe ser tratada como una crisis! ¡El clima es el tema electoral más importante!» (11 de septiembre de 2018)

Después de las elecciones, continuó protestando cada viernes, lo cual llamó la atención a nivel internacional, e inspiró a jóvenes de todo el mundo a participar en huelgas estudiantiles. En diciembre de 2018, más de veinte mil estudiantes realizaron manifestaciones en más de 270 ciudades en varios países, incluyendo: Alemania, Andorra, Argentina, Australia, Austria, Bélgica, Brasil, Canadá, Chile, Colombia, Dinamarca, España, Estados Unidos, Finlandia, Italia, Japón, México, Países Bajos, Reino Unido, Suiza y Uruguay. En Australia, miles de estudiantes inspirados por Thunberg decidieron protestar los viernes, ignorando las palabras del primer ministro Scott Morrison, sobre «más aprendizaje en las escuelas y menos activismo».
Sobre las movilizaciones de su hija, su padre declaró que respetaba su decisión: «podría quedarse en casa y ser realmente infeliz, o protestar y ser feliz». Esta situación dividía a sus maestros, con varios puntos de vista sobre el de faltar a clase para ir a protestar: «Como el resto de la gente, piensan que lo que estoy haciendo es bueno, pero como maestros, dicen que debería dejar de hacerlo», dijo Thunberg.
En mayo de 2019 publicó una colección de sus discursos de acción climática en un libro titulado: Nadie es demasiado pequeño para marcar la diferencia, cuyos beneficios son donados a obras de caridad.
También en mayo de 2019, apareció en la portada de la revista Time, que la nombró «líder de la próxima generación» y señaló que muchos la ven como un modelo a seguir. Thunberg y el movimiento de huelga escolar también aparecieron en un documental de treinta minutos de la revista Vice titulado Make the World Greta Again. Algunos medios han descrito su impacto en el escenario mundial como el «efecto Greta Thunberg».
En julio de 2019, como parte de una colaboración con la banda de rock británica The 1975, declaró: «Estamos ante un desastre de sufrimientos acallados para enormes cantidades de personas. Y ahora no es el momento de hablar cortésmente o centrarse en lo que podemos o no podemos decir. Ahora es el momento de hablar con claridad (...) ahora es tiempo de desobediencia civil. Es hora de rebelarse».
Los viernes 15 de marzo, 24 de mayo y 20 de septiembre de 2019, tuvieron lugar tres grandes convocatorias de movilizaciones estudiantiles por todo el mundo y de manifestaciones para pedir medidas efectivas que detengan el cambio climático, siguiendo la convocatoria mundial del Viernes por el Futuro, promovido por Greta Thunberg.
Thunberg ha insistido siempre en cuatro afirmaciones: que la humanidad enfrenta una crisis existencial debido al cambio climático, que la generación actual de adultos es responsable del cambio climático, que el cambio climático tendrá un efecto desproporcionado en los jóvenes y que se está haciendo muy poco sobre la situación. También ha declarado que los políticos y los encargados de tomar decisiones deben escuchar a los científicos.
Así mismo, insiste en que el compromiso de limitar el incremento de la temperatura global a 1,5 °C como parte del Acuerdo de París es insuficiente y que la curva de emisiones de gases de efecto invernadero debe comenzar a disminuir abruptamente a más tardar en 2020. En febrero de 2019, en una conferencia del Consejo Económico y Social Europeo, dijo que la Unión Europea debe reducir sus emisiones de dióxido de carbono en un 80% para 2030, el doble del objetivo del 40% establecido en París.
El 20 de agosto de 2020, segundo aniversario de la primera huelga escolar por el clima, Thunberg, Luisa Neubauer, Anuna de Wever van der Heyden y Adélaïde Charlier se reunieron con la canciller alemana Angela Merkel en Berlín. Posteriormente, anunciaron planes para otra huelga climática global el 25 de septiembre de 2020. Neubauer dijo que si la huelga de septiembre es de naturaleza virtual o en las calles será determinado por la emergencia de la pandemia global. «La crisis climática no se detiene», dijo Neubauer en una conferencia de prensa conjunta con sus compañeros activistas.
El 5 de noviembre de 2021, coincidiendo con la celebración de la COP26 en Glasgow, participó en una manifestación organizada por Fridays for Future Escocia y ofreció a los asistentes un discurso en el que describió la COP26 como un fracaso, un «bla, bla, bla» y un greenwashing.
El 17 de enero de 2023, Thunberg fue «retenida» por la policía alemana mientras participaba de una protesta contra la demolición del pueblo minero de Lutzerath para ampliar una mina de carbón a cielo abierto. La policía precisó que no fue detenida, sino retenida para posterior identificación. Fue detenida por la policía británica en Londres en octubre de 2023 durante una protesta contra la industria del petróleo.
El 6 de abril de 2024, la activista fue detenida durante una protesta del movimiento Extinction Rebellion convocada en La Haya.

### Activismo propalestino

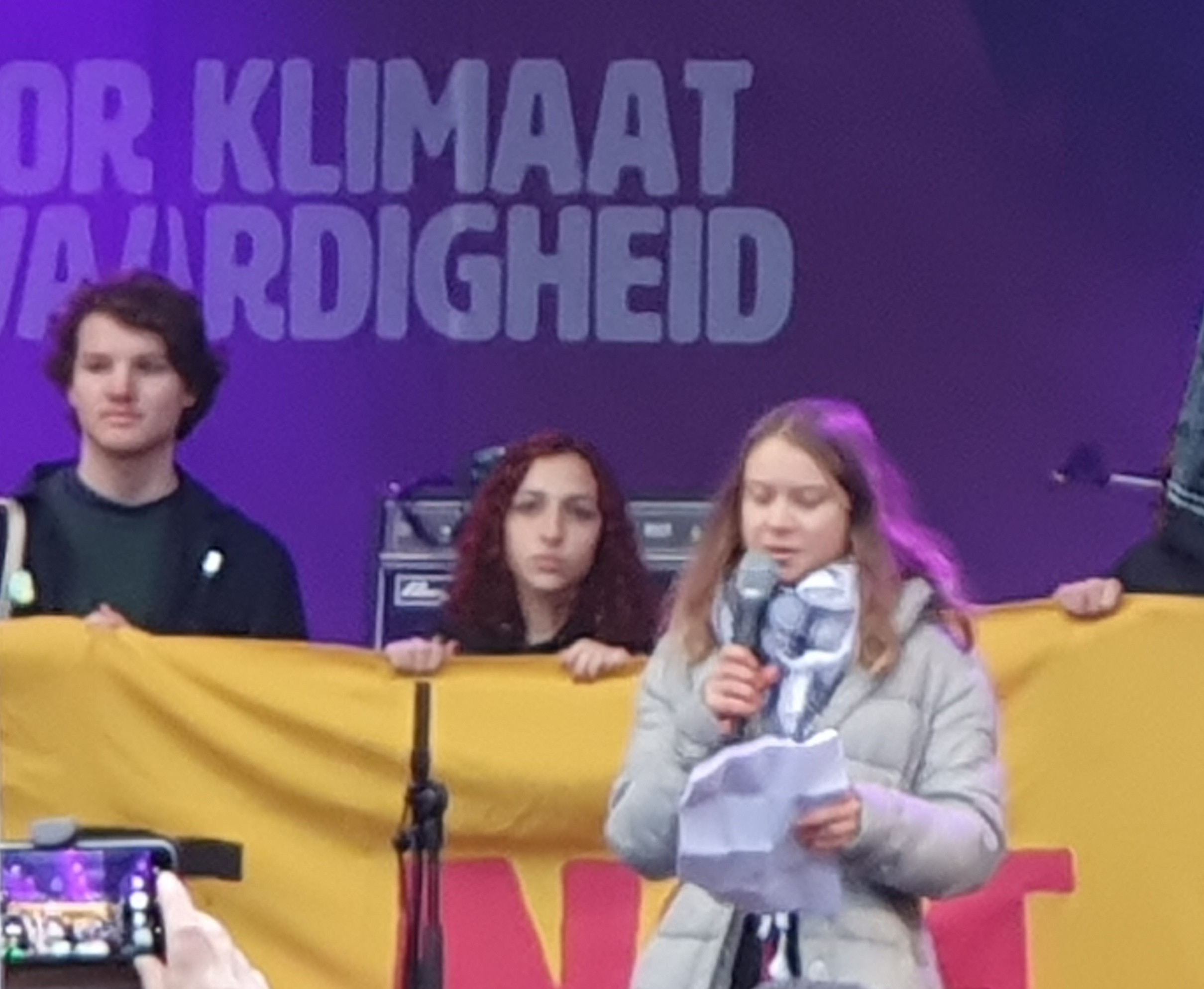
Thunberg luciendo una kufiya en solidaridad con Palestina en un evento en Ámsterdam en 2023.

El 20 de octubre de 2023, Thunberg publicó una foto durante sus habituales protestas por el clima de los viernes, en la que aparecía junto a otros tres manifestantes con carteles. Uno de ellos decía «Justicia climática ya» y los otros tres mostraban su apoyo a los palestinos en la Franja de Gaza en medio de la guerra de Gaza. Su publicación en X (anteriormente Twitter) e Instagram también incluía catorce enlaces a cuentas de redes sociales de «solidaridad con Palestina» donde, «puedes encontrar información sobre cómo puedes ayudar». Al día siguiente, Thunberg publicó: «No hace falta decirlo, o eso creía, que estoy en contra de los horribles ataques de Hamás. Como dije, "el mundo debe alzar la voz y exigir un alto el fuego inmediato, justicia y libertad para los palestinos y todos los civiles afectados"». El Ministerio de Educación israelí respondió a las declaraciones iniciales de Thunberg en apoyo de Gaza eliminando varias referencias del currículo educativo que la presentan como un modelo a seguir y una fuente de inspiración para la juventud.
El 5 de diciembre de 2023, Thunberg, junto con tres investigadores y activistas afiliados a Fridays for Future Suecia, publicó un artículo de opinión en The Guardian titulado «No dejaremos de denunciar el sufrimiento de Gaza: no hay justicia climática sin derechos humanos». El artículo aclaró su apoyo y el de FFF Suecia a los civiles palestinos en la Franja de Gaza durante la guerra de Gaza. El artículo afirmaba: «Todos los grupos de Fridays for Future son autónomos, y este artículo representa únicamente la opinión de FFF Suecia» También abordaron las críticas de que Fridays for Future se ha radicalizado y está involucrándose en la política, afirmando que la organización siempre ha sido política porque es un movimiento por la justicia. FFF Suecia cree que «significa alzar la voz cuando las personas sufren, se ven obligadas a huir de sus hogares o son asesinadas, independientemente de la causa».
El 11 de mayo de 2024, fue detenida por la policía sueca por participar en una protesta pro palestina frente al Malmö Arena, sede del Festival de la Canción de Eurovisión 2024, y posteriormente emitió una declaración oponiéndose a la participación de Israel en el concurso.

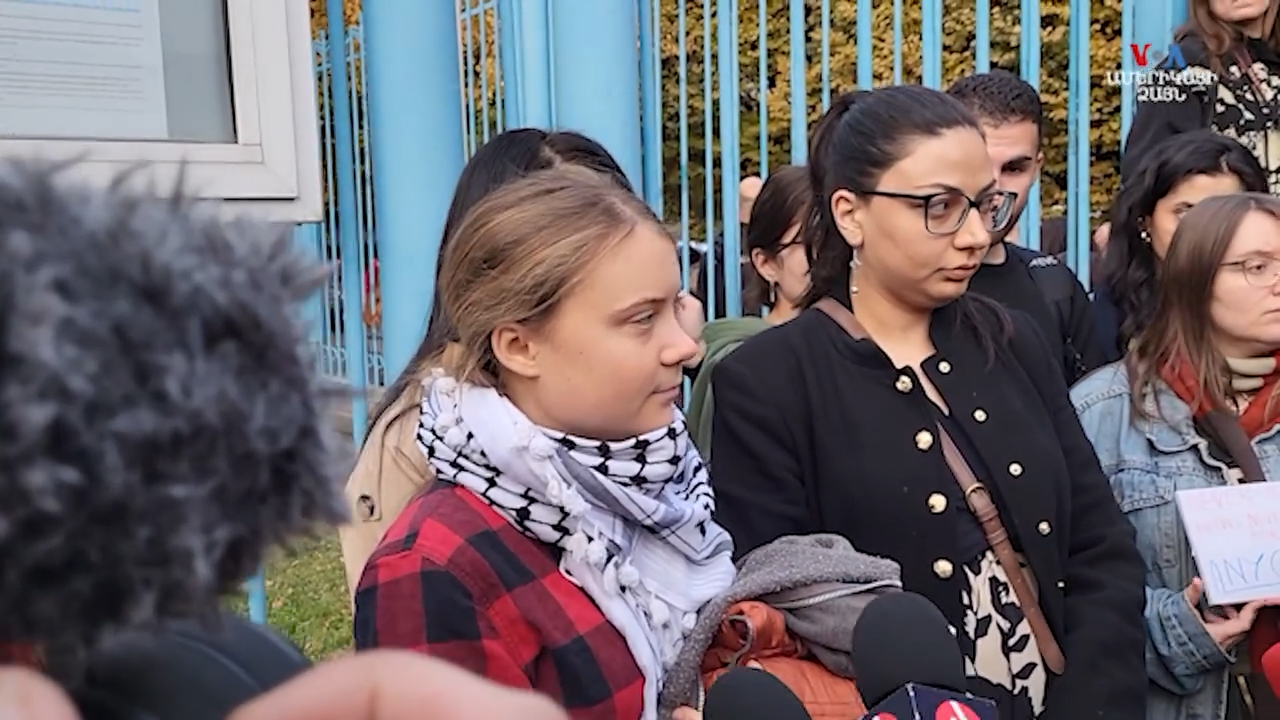
Greta Thunberg durante una protesta frente a la oficina de la ONU en Ereván llevando una kufiya.

En septiembre de 2024, la policía danesa detuvo a la activista durante una protesta propalestina en Copenhague contra la guerra de Gaza. Thunberg, junto con otras seis personas, fue detenida después de bloquear la entrada a un edificio de la Universidad de Copenhague; una foto publicada la mostraba esposada y con una kufiya blanca y negra. Calificó la respuesta policial como una «represión». En diciembre de 2024, durante una manifestación pro palestina en la ciudad alemana de Mannheim, Thunberg declaró: «Que se joda Alemania y que se joda Israel». En respuesta, el político local de la CDU, Manuel Hagel, acusó a Thunberg de «acercarse muy conscientemente al antisemitismo».

#### Flotilla de la Libertad de Gaza
En mayo de 2025, el ejército israelí atacó un barco de la Flotilla de La Libertad que se encontraba a 14 millas náuticas de Malta y se disponía a recogerla. Finalmente, en junio de 2025, la Coalición de la Flotilla de la Libertad (FFC) inició una nueva misión de ayuda a Gaza a bordo del buque Madleen, con el objetivo de desafiar el bloqueo naval de Israel y entregar suministros humanitarios. La flotilla sigue a un historial de quince años de intentos similares, muchos de los cuales han sido interceptados o bloqueados por las fuerzas israelíes. La misión se produce en medio de un renovado escrutinio mundial del bloqueo israelí, de ataques con drones a anteriores flotillas y de crecientes críticas de organizaciones internacionales por la restricción del acceso a la ayuda. Además de Greta Thumberg también viajaban a bordo personalidades como la eurodiputada Rima Hassan, a la que se le había prohibido la entrada en Israel por su postura propalestina. El barco transportaba suministros de primera necesidad para la población de Gaza, como leche de fórmula para bebés, harina, arroz, pañales, productos sanitarios para mujeres, equipos de desalinización de agua, material médico, muletas y prótesis para niños.  Pese al peligro, Thumberg consideró que la inacción de la comunidad internacional ante el genocidio de la población palestina en Gaza constituía una pérdida de humanidad, por lo que afirmó que «aunque tengamos todo en contra, tenemos que seguir intentándolo». El Madleen zarpó el 1 de junio desde el puerto italiano de Catania, Sicilia. Se esperaba que la llegada a Gaza fuera el 7 de junio.
En la madrugada del 9 de junio, el ejército israelí abordó el Madleen en aguas internacionales. Esto ocurrió tras las acusaciones de la tripulación de acoso por parte de barcos y drones israelíes. A las 3:34 a. m. (GMT+3), Thunberg publicó un vídeo en la cuenta de Twitter de la Flotilla de la Libertad de Gaza, grabado con antelación por si el barco era tomado como rehén antes de llegar a Gaza. Poco después, el Ministerio de Relaciones Exteriores de Israel confirmó que el barco había sido capturado y que los transportarían al puerto de Ashdod.
El 10 de junio, Greta Thunberg y otros tres activistas aceptaron ser deportados de Israel, mientras que los ocho restantes, incluido Hassan, se negaron a firmar sus órdenes de deportación, por lo que permanecerán detenidos en la prisión de Givon, en Ramla, a la espera de ser llevados ante un tribunal para que autorice su deportación. Los cuatro activistas que aceptaron volver a sus países fueron rápidamente deportados, según anunció la organización de asistencia legal palestina en Israel, Adalah.
Tras la interceptación de la flotilla por parte de Israel y su posterior expulsión, Greta Thunberg concedió varias entrevistas a su llegada al aeropuerto de Roissy, en las que calificó la operación de «acto ilegal» y se refirió a ella como un «secuestro» en aguas internacionales. Sin embargo, enfatizó repetidamente que lo más importante no era su propio destino ni el de los demás tripulantes, sino la situación humanitaria en Gaza. Thunberg denunció un «genocidio» en curso y exigió un alto el fuego, el fin del bloqueo y la entrada de ayuda humanitaria. Enfatizó que su acción tenía como objetivo principal llamar la atención sobre la crisis humanitaria, más que su arresto.

## Respuesta pública, críticas e impacto
Thunberg ha recibido un fuerte apoyo y abundantes críticas por su trabajo de parte de políticos y prensa.

### Recepción internacional
En febrero de 2019, 224 académicos firmaron una carta abierta de apoyo declarando que estaban inspirados por las acciones de Thunberg y los niños en edad escolar en huelga al hacer oír su voz. El Secretario General de las Naciones Unidas, António Guterres, respaldó las huelgas escolares iniciadas por Thunberg y admitió que «Mi generación no ha respondido adecuadamente al desafío dramático del cambio climático. Esto lo sienten profundamente los jóvenes. No es de extrañar que estén enojados». Hablando en un evento en Nueva Zelanda en mayo de 2019, Guterres dijo que su generación «no estaba ganando la batalla contra el cambio climático» y que depende de los jóvenes «rescatar el planeta».

#### Políticos
Los entonces candidatos presidenciales de los Estados Unidos Kamala Harris, Beto O'Rourke y Bernie Sanders expresaron su apoyo después de su discurso en la cumbre de acción de septiembre de 2019 en Nueva York. La canciller alemana, Angela Merkel, indicó que activistas jóvenes como Thunberg habían llevado a su gobierno a actuar más rápido sobre el cambio climático.
Thunberg también ha sido atacada por políticos y organismos internacionales como el primer ministro australiano Scott Morrison, la canciller alemana Angela Merkel, el presidente ruso Vladímir Putin, la OPEP (Organización de Países Exportadores de Petróleo) y repetidamente por el presidente de Estados Unidos Donald Trump. Las críticas abarcan desde ataques personales hasta afirmaciones de que simplifica demasiado los complejos problemas involucrados.
En octubre de 2019, Vladímir Putin describió a Thunberg como una «niña amable y muy sincera», mientras sugería que estaba siendo manipulada para servir a los intereses de los demás. Putin la criticó por estar «mal informada»: «Nadie le ha explicado a Greta que el mundo moderno es complejo y diferente y que las personas en África o en muchos países asiáticos quieren vivir con el mismo nivel de riqueza que en Suecia». Similar a su reacción a Trump, Thunberg actualizó su biografía de Twitter para reflejar la descripción que Putin le hizo.
En diciembre de 2019, Thunberg tuiteó «Los pueblos indígenas están literalmente siendo asesinados por tratar de proteger al bosque de la deforestación ilegal. Una y otra vez. Es vergonzoso que el mundo permanezca en silencio sobre esto». Cuando se le preguntó sobre este tema dos días después, el presidente brasileño Jair Bolsonaro respondió: «Greta dijo que los indios estaban muriendo porque estaban tratando de proteger el Amazonas. Es impresionante cómo la prensa le da voz a una mocosa». El mismo día, Thunberg cambió su descripción de Twitter a «pirralha», la palabra portuguesa para «mocosa» utilizada por Bolsonaro.
En septiembre de 2019, Donald Trump compartió un video de Thunberg con enojo dirigiéndose a los líderes mundiales, junto con su cita de que «la gente está muriendo, ecosistemas enteros se están derrumbando. Estamos en el comienzo de una extinción masiva». Trump escribió sobre Thunberg, tuiteando: «Parece una niña muy feliz que espera un futuro brillante y maravilloso. ¡Qué lindo de ver!» Thunberg reaccionó cambiando su biografía de Twitter para que coincidiera con su descripción, y afirmando que ella no podía «entender por qué los adultos elegirían burlarse de los niños y los adolescentes por simplemente comunicarse y actuar sobre la ciencia cuando podrían hacer algo bueno». En diciembre de 2019, el presidente Trump nuevamente se burló de Thunberg después de que la revista Time la nombrara Persona del Año para 2019: «Tan ridículo», tuiteó Trump. «¡Greta debe trabajar en su problema de manejo de la ira y luego ir a una buena película clásica con un amigo! ¡Relájate, Greta, relájate!» Thunberg respondió cambiando su biografía de Twitter a: «Una adolescente que trabaja en su problema de manejo de la ira. Actualmente se relaja y mira una buena película clásica con un amigo». En noviembre de 2020, después de que el presidente Trump denunciara en repetidas ocasiones un supuesto «fraude electoral», al encontrarse en desventaja en las elecciones presidenciales, Thunberg le dedicó un tuit escribiendo: «Qué ridículo. Donald debe trabajar en su problema de manejo de la ira y luego ir a ver una buena película clásica con un amigo. Relájate, Donald, Relájate», las mismas palabras con las que este se burló de ella.
En una entrevista con Suyin Haynes en la revista Time, Thunberg abordó las críticas que recibió en línea diciendo: «Es bastante gracioso cuando lo único que la gente puede hacer es burlarse de ti o hablar sobre tu apariencia o personalidad, ya que significa que no tienen discusión o nada más que decir». Joe Biden, exvicepresidente de los Estados Unidos y devenido candidato presidencial demócrata en 2020, respondió al tuit del presidente Trump burlándose de Thunberg después de que fue nombrada Persona del Año 2019 por la revista Time tuiteando: «¿Qué tipo de presidente intimida a una adolescente? @realDonaldTrump, puedes aprender algunas cosas de Greta sobre lo que significa ser un líder».
En octubre de 2023 Arye Sharuz Shalicar, portavoz del ejército israelí, la llamó terrorista y a quien se identifique con ella, por apoyar a Palestina en la guerra entre Israel y Gaza.

#### Prensa
En agosto de 2019, Scott Walsman escribió en Scientific American que los detractores de Thunberg han «lanzado ataques personales», «golpean su autismo» y «confían cada vez más en ataques ad hominem para mitigar su influencia». Escribiendo en The Guardian, Aditya Chakrabortty dijo que columnistas como Brendan O'Neill, Toby Young, el blog Guido Fawkes, así como Helen Dale y Rod Liddle en The Spectator y The Sunday Times habían estado haciendo «feos ataques personales» a Thunberg.

## Eventos en los que ha participado

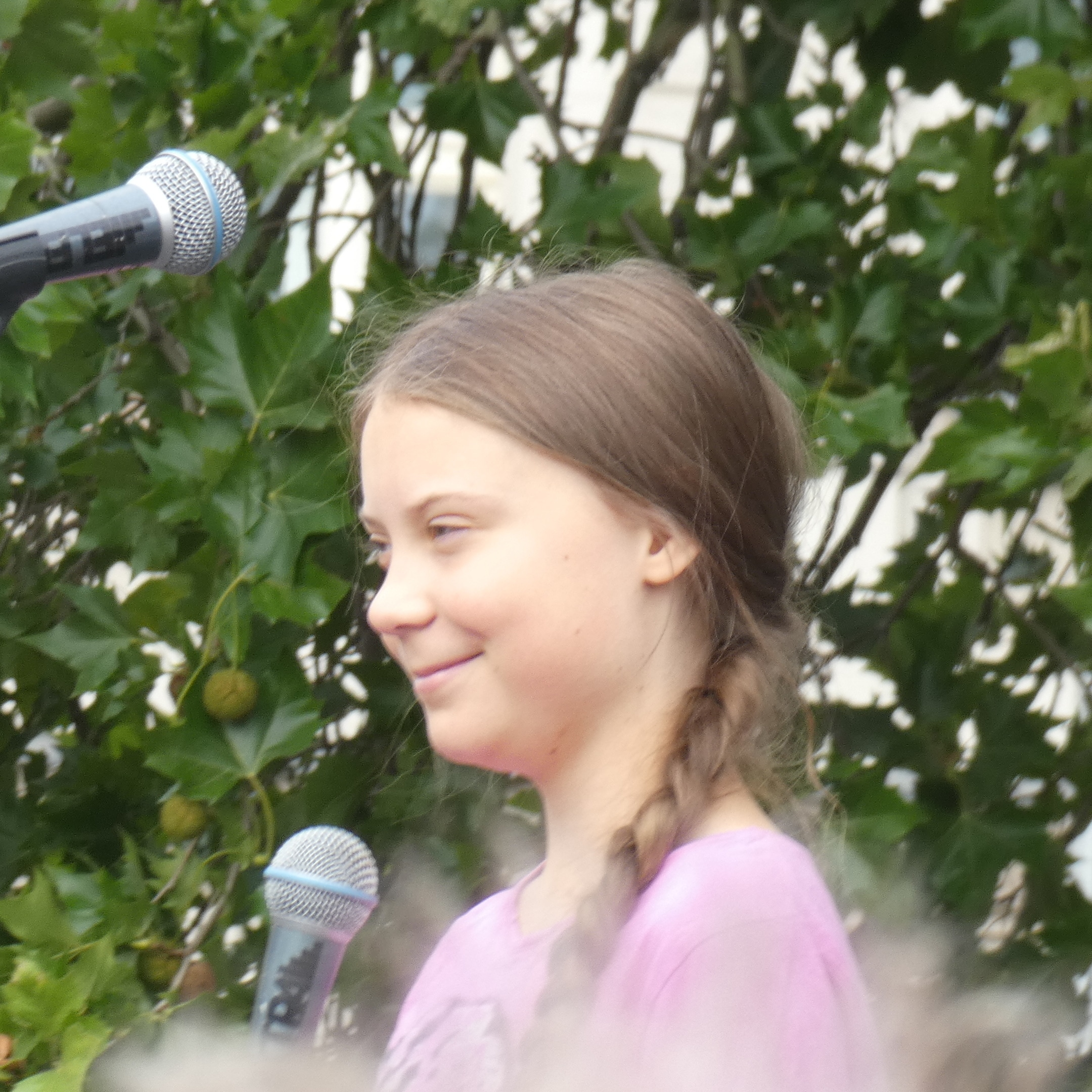
Greta Thunberg en una manifestación «Viernes por el Futuro» en Berlín, el 19 de julio de 2019.

El 31 de octubre de 2018, participó en la manifestación organizada por el movimiento Extinction Rebellion en Londres en la que declaró que «Mientras la humanidad se enfrenta a una crisis sin precedentes nuestros líderes se comportan como niños».
El 24 de noviembre de 2018, ofreció una charla en TEDx Estocolmo. Thunberg habló sobre el autismo como una forma de por qué no puede entender la inacción del gobierno y de la ciudadanía con respecto a la amenaza climática. Concluyendo su charla, Thunberg dijo: «Hemos estado hablando durante treinta años y vendiendo ideas positivas. Y lo siento, pero no funciona. Porque si hubiera sido así, las emisiones habrían bajado, pero no lo han hecho».
El 4 de diciembre de 2018, Thunberg ofreció un discurso en la Conferencia de las Naciones Unidas sobre el Cambio Climático de 2018 (COP24), que se estaba celebrando en Katowice (Polonia). Este discurso obtuvo notoriedad en numerosos medios de comunicación alrededor del mundo. El 12 de diciembre de 2018, Thunberg realizó otro discurso ante la asamblea plenaria de la COP24, declarando: 

Mi nombre es Greta Thunberg. Tengo 15 años. Soy de Suecia. Hablo en nombre de Climate Justice Now (...) Ustedes solo hablan del crecimiento económico verde y eterno, porque tienen demasiado miedo de no ser populares. Solo hablan sobre seguir adelante con las mismas malas ideas que nos metieron en este desastre, incluso cuando lo único sensato que pueden hacer es poner el freno de emergencia. No son lo suficientemente maduros para decir las cosas como son. Incluso esa carga nos la dejan a nosotros los niños. Pero a mí no me importa ser popular. Me preocupo por la justicia climática y por el planeta (...) Nuestra biósfera se está sacrificando para que las personas ricas en países como el mío puedan vivir de lujo. Son los sufrimientos de muchos los que pagan por el lujo de unos pocos (...) Ustedes dicen que aman a sus hijos por encima de todo, pero les están robando su futuro ante sus propios ojos (...) Necesitamos mantener los combustibles fósiles en el suelo y debemos centrarnos en la equidad. Y si las soluciones dentro del sistema son tan imposibles de encontrar, tal vez deberíamos cambiar el sistema en sí mismo.
No hemos venido aquí a rogar a los líderes mundiales que se preocupen. Nos han ignorado en el pasado y nos volverán a ignorar. Nos hemos quedado sin excusas y nos estamos quedando sin tiempo. Hemos venido aquí para hacerles saber que el cambio está llegando, les guste o no. El verdadero poder pertenece a la gente. Gracias.
Greta Thunberg ante la Cumbre del Clima de las Naciones Unidas, 2018

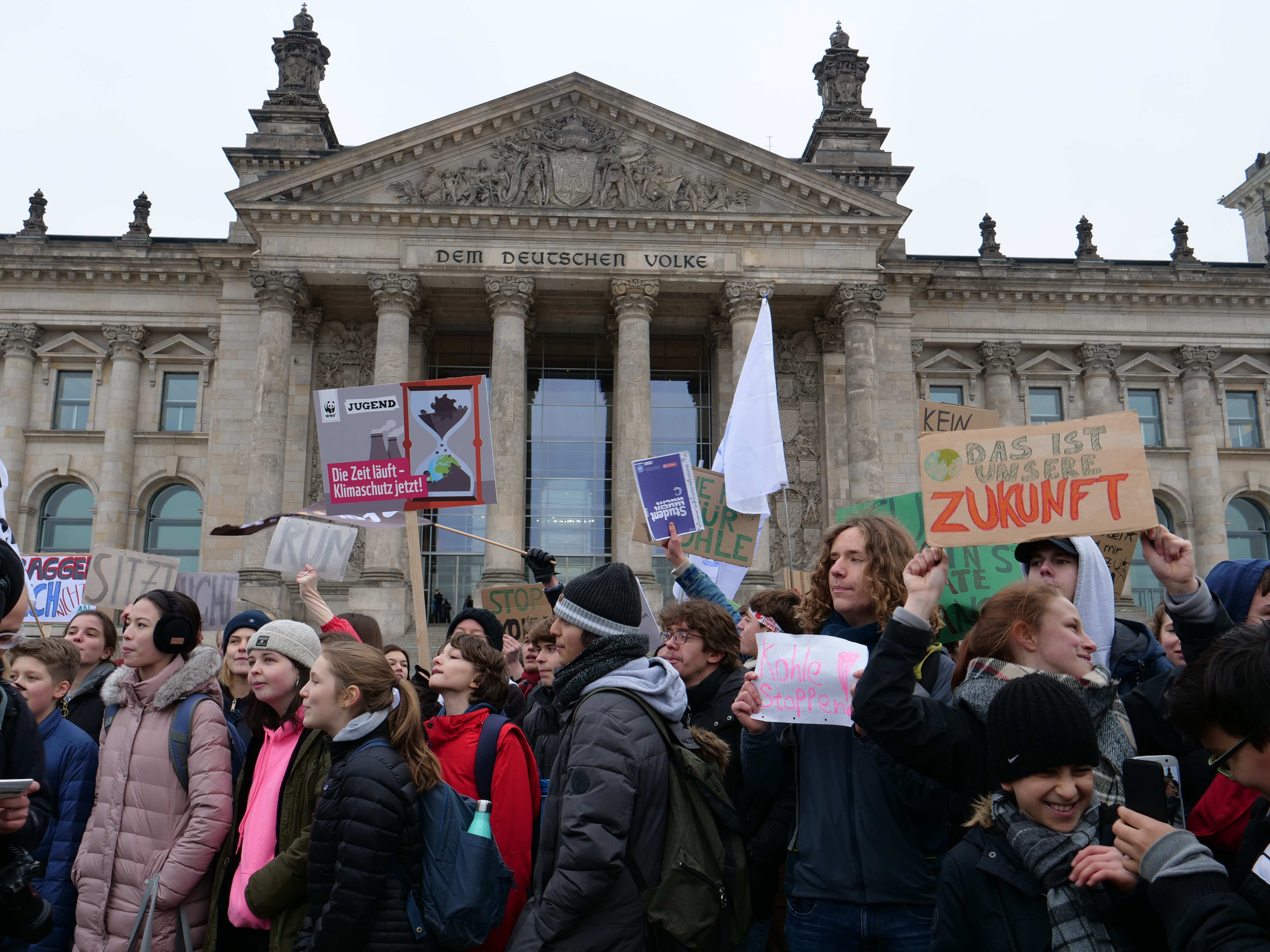
Huelgas estudiantiles por el cambio climático en Berlín.

En enero de 2019, Greta Thunberg se embarcó junto con su padre en un viaje de 32 horas en tren hacia Zúrich, Suiza, para participar en la Asamblea Anual del Foro Económico Mundial, que se celebró en la ciudad de Davos, y que congregaba a representantes de múltiples empresas, académicos, líderes de opinión y medios de comunicación de todo el mundo. Al llegar a Suiza, junto con un grupo de jóvenes seguidores, se «sentaron» en las afueras de la sede en donde se iba a realizar el evento, como protesta por el cambio climático. A diferencia de los demás invitados de la asamblea, quienes fueron a hospedarse en hoteles, Thunberg decidió hacerlo en una instalación temporal llamada Arctic Basecamp, ubicada en las montañas de la ciudad. Al llegar al evento, fue recibida por la directora gerente del Fondo Monetario Internacional (FMI) Christine Lagarde. El 24 de enero, Thunberg fue miembro de una sesión en la que participó junto con el cantante Bono, la economista Christiana Figueres, la antropóloga Jane Goodall y el economista Kengo Sakurada.
El 26 de enero, fue partícipe en una sesión llamada «Preparándonos para la alteración climática», en la que también participó el presidente del Banco Nacional de Francia, François Villeroy, y el consejero delegado de la compañía estadounidense Expedia, Mark Okerstrom. Allí, Thunberg realizó otro discurso que, al igual que el realizado en la COP24, obtuvo notoriedad mundial:

Nuestra casa está en llamas. Según el IPCC (Grupo Intergubernamental de Expertos sobre el Cambio Climático), estamos a 12 años de no poder resolver nuestros errores. En Davos, a la gente le gusta hablar sobre el éxito, pero su éxito financiero ha tenido un precio inimaginable, y en cuanto al cambio climático, debemos reconocer que hemos fracasado. Todos los movimientos políticos en su forma actual ya lo han hecho, y los medios de comunicación no han logrado generar una mayor conciencia pública sobre el tema. Pero el homo sapiens aún no ha fallado. Sí, estamos fallando, pero aún hay tiempo para cambiar todo (...) Resolver el cambio climático es el desafío más grande y complejo que ha enfrentado el homo sapiens. La solución, sin embargo, es tan simple que incluso un niño pequeño podría entenderla. Tenemos que detener nuestras emisiones de gases de efecto invernadero (...) O bien, evitamos que las temperaturas aumenten sobre los 1,5 °C o no lo hacemos. O evitamos la reacción en cadena de los ecosistemas que se deshacen o no lo hacemos. O elegimos continuar como civilización o no. Los adultos dicen: 'Tenemos que dar esperanzas a la próxima generación'. Pero no quiero tu esperanza, ni quiero que la tengas. Quiero que entres en pánico, que sientas el miedo que yo siento todos los días, y luego quiero que actúes (...) Quiero que actúes como si tu casa estuviera en llamas, porque eso es lo que está pasando.
Greta Thunberg ante la Asamblea Anual del Foro Económico Mundial, 2019

El 21 de febrero de 2019, Thunberg participó en una conferencia del Comité Económico y Social Europeo, donde advirtió a la Unión Europea de que sus metas de reducción de emisiones para 2030 no eran suficientes para evitar las peores consecuencias del calentamiento global. Después se manifestó por el clima junto con otros 7.500 estudiantes en una concentración convocada en Bruselas.
El 15 de marzo de 2019, millones de personas en todo el mundo realizaron una huelga mundial, como rechazo a la pasividad de los gobiernos mundiales en la aplicación de políticas y leyes que velen realmente por el medio ambiente y hacer caso omiso a los efectos que ha propiciado el cambio climático, tales como una mayor probabilidad de desastres naturales, temperaturas extremas y escasez hídrica. La huelga fue ideada y encabezada por el movimiento Viernes por el Futuro, bajo el liderazgo de Greta Thunberg. La marcha se llevó a cabo en varias ciudades de 123 países alrededor del mundo, en un total de 2.000 manifestaciones, la mayoría realizadas de forma organizada y pacífica. En total, la marcha 15-M congregó entre 1,5 y 2 millones de personas en todo el mundo y contó con el apoyo de 12.000 científicos alemanes, suizos y austríacos.

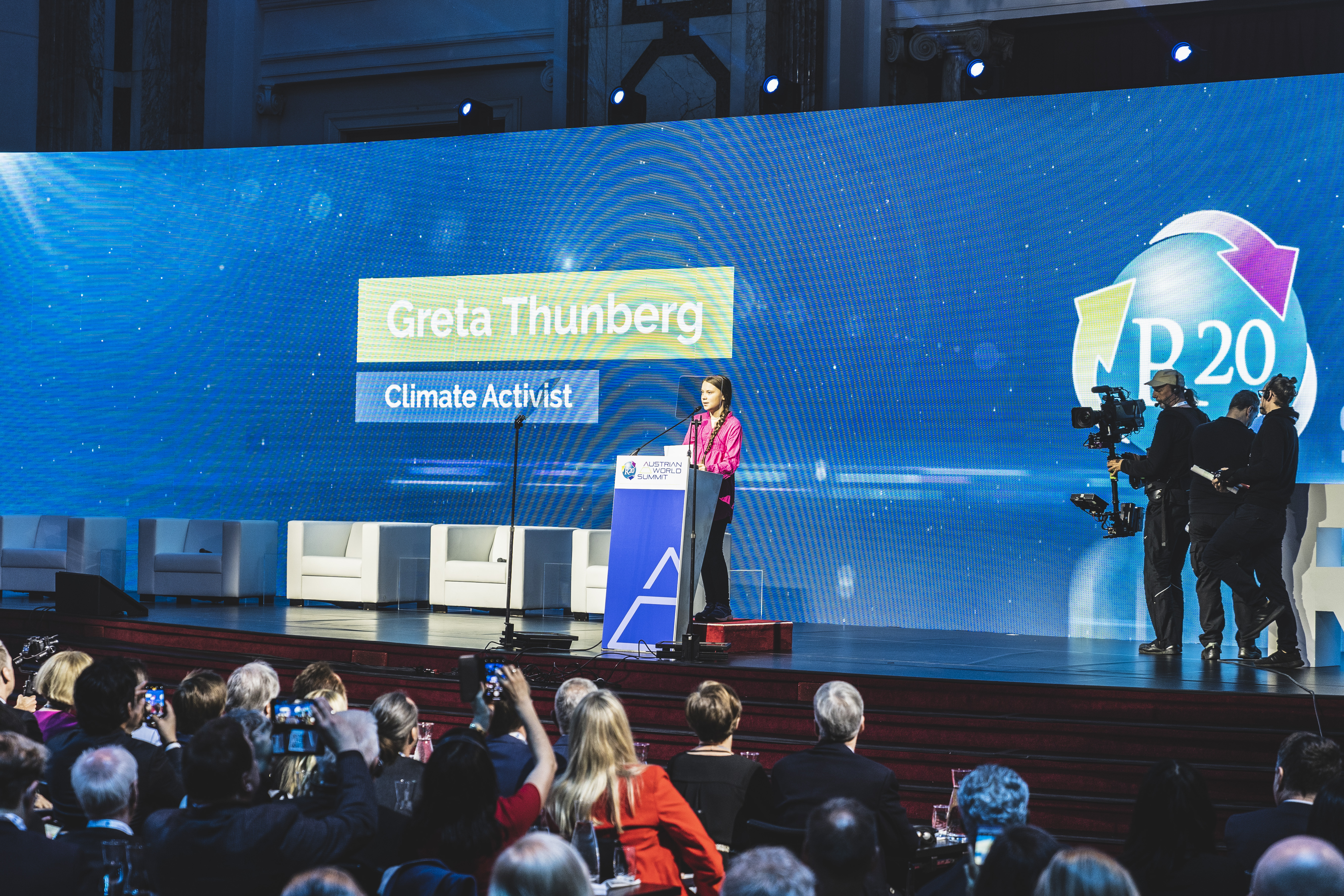
Greta Thunberg durante la Cumbre Mundial R20 en Viena, el 28 de mayo de 2019.

En mayo de 2019, Thunberg se reunió con Arnold Schwarzenegger, el secretario general de Naciones Unidas António Guterres y el presidente de Austria Alexander Van der Bellen en una conferencia organizada por Schwarzenegger. Citando el más reciente informe del IPCC, Thunberg dijo: «Si no hemos culminado los cambios necesarios para aproximadamente el año 2030, desencadenaremos probablemente una reacción en cadena irreversible y fuera del control humano. Pasaremos a un punto de no retorno que será catastrófico». 17.000 personas procedentes de 30 países diferentes asistieron al evento.
El 23 de julio de 2019, Thunberg ofreció un discurso en la Asamblea Nacional de Francia en el que denunció que el movimiento del que forma parte era blanco «de amenazas y burlas por citar cifras y hechos científicos» y retó a «aquellos que dicen que exageramos» a leer el último informe del Grupo Intergubernamental de Expertos de la ONU.
Según informa la BBC de Londres, gracias al dinero de la familia real de Mónaco, propietaria del sofisticado velero, el 14 de agosto de 2019, Thunberg inició una travesía por el océano Atlántico a bordo del velero Malizia II con la intención de llegar a Estados Unidos para participar en la Cumbre sobre la Acción Climática que tenía previsto celebrarse en Nueva York el 23 de septiembre de 2019 y en otros eventos relacionados con el clima. En el velero le acompañaron Pierre Casiraghi (dueño de la embarcación), Boris Herrmann (que se alternó al timón con Casiraghi), su padre Svante Thunberg, y el documentalista sueco Nathan Grossman. Thunberg decidió viajar en el Malizia II para evitar las emisiones contaminantes de los aviones. Thunberg llegó a Nueva York el 28 de agosto de 2019.
El 23 de septiembre de 2019, Thunberg ofreció un discurso en la sede de Naciones Unidas en Nueva York, donde había sido invitada para participar en la Cumbre sobre la Acción Climática ONU de 2019. En su discurso, Thunberg ofreció cifras sobre los efectos del calentamiento global y añadió comentarios como: «Estos datos son demasiado incómodos y ustedes no son los suficientemente maduros para decirlo tal y como es» y «Nos están fallando, pero los jóvenes están empezando a entender su traición. Si eligen fallarnos, yo les digo: nunca les perdonaremos. El cambio viene, les guste o no».
El 13 de noviembre de 2019, Greta Thunberg partió del puerto de Hampton (Virginia) con intención de llegar a Madrid para participar en la Conferencia de las Naciones Unidas sobre el Cambio Climático de 2019 (también conocida como COP25). Esta travesía la llevó a cabo a bordo del catamarán La Vagabonde, propiedad de Riley Whitlum y Elayna Carausu, quienes le acompañaron junto con su padre y la tripulante profesional británica Nikki Henderson. Thunberg llegó a Lisboa el 3 de diciembre de 2019. Desde la capital portuguesa viajó a Madrid en tren, donde llegó el 6 de diciembre. En la capital española participó en la llamada «Marcha por el Clima» y ofreció un discurso en la mencionada COP25 en el que aseguró que «la esperanza no vendrá de los Gobiernos ni de las grandes corporaciones, sino de las personas, que están empezando a despertar».
El 21 de enero de 2020 Thunberg participó en la asamblea anual del Foro Económico Mundial de Davos. En una de su intervenciones pidió detener de forma inmediata todas las inversiones en exploración y extracción de combustibles fósiles y todos los subsidios a estos combustibles.
El 4 de marzo de 2020 Thunberg participó en la Comisión de Medio Ambiente del Parlamento Europeo donde consideró como una rendición el proyecto de ley climática europea.
En enero de 2023, durante unas protestas contra las minas de carbón en la ciudad de Lützerath, Alemania, fue detenida por la policía local por instigar a los manifestantes y por resistencia. En junio del mismo año, acudió a una concentración en París contra la disolución ordenada por el gobierno francés del grupo ecologista Les Soulèvements de la Terre.

## «Efecto Greta Thunberg»

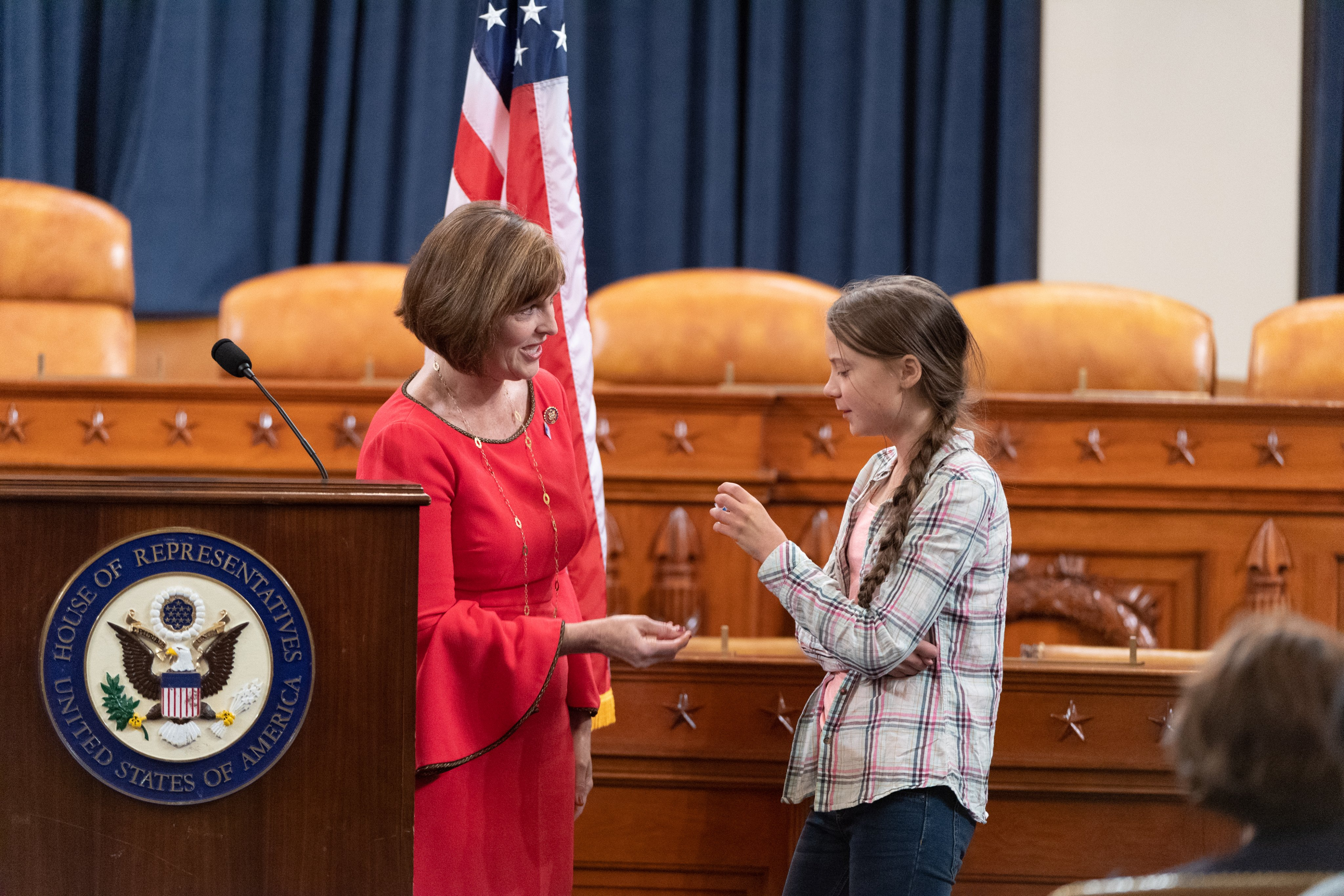
La representante Kathy Castor se reunió con Thunberg en el Congreso de EE. UU. (2019)

Thunberg ha inspirado a multitud de jóvenes en lo que se ha descrito como el «efecto Greta Thunberg». En respuesta a su postura abierta, varios políticos también han reconocido la necesidad de centrarse en el cambio climático. El secretario de Medio Ambiente de Gran Bretaña, Michael Gove, dijo: «Cuando te escuché, sentí una gran admiración, pero también responsabilidad y culpa. Soy de la generación de tus padres y reconozco que no hemos hecho lo suficiente para abordar el cambio climático y la crisis ambiental más amplia que ayudamos a crear». El político laborista Ed Miliband, responsable de la introducción de la Ley de Cambio Climático de 2008, dijo: «Nos han despertado. Les damos las gracias. Todos los jóvenes que se declararon en huelga han sostenido un espejo en nuestra sociedad. Nos han enseñado a todos nosotros una lección realmente importante. Te has destacado entre la multitud». En junio de 2019, una encuesta de YouGov en Gran Bretaña encontró que la preocupación pública por el medio ambiente se había disparado a niveles récord en el Reino Unido desde que Thunberg y Extinction Rebellion habían «atravesado la burbuja de la negación».
En agosto de 2019, se informó una duplicación en el número de libros para niños publicados que abordan la crisis climática, con un aumento similar en las ventas de tales libros. Los editores atribuyen esto al «efecto Greta Thunberg».
Inspirados por Thunberg, ricos filántropos e inversores de los Estados Unidos han donado casi medio millón de libras para apoyar a Extinction Rebellion y los grupos de huelga escolar para establecer un fondo de emergencia climática. Trevor Neilson, uno de los filántropos, dijo que los tres fundadores se pondrían en contacto con amigos entre los multimillonarios del mundo para donar «cien veces» más en las próximas semanas y meses.
En febrero de 2019, Thunberg compartió escenario con el entonces presidente de la Comisión Europea, Jean-Claude Juncker, donde él describió que «en el próximo período financiero de 2021 a 2027, cada cuarto euro gastado dentro del presupuesto de la UE se destinará a medidas para mitigar el cambio climático». Los problemas climáticos también jugaron un papel importante en las elecciones europeas de mayo de 2019, ya que los partidos verdes casi duplicaron su voto, para terminar en segundo lugar con un 21%, aumentando su número de diputados a 71. Muchas de las ganancias provienen de países del norte de Europa, donde los jóvenes han salido a las calles inspirados por Thunberg. El resultado les da a los verdes la oportunidad de ejercer influencia en el nuevo parlamento europeo.
En junio de 2019, Ferrocarriles Suecos (SJ) informaron que el número de suecos que tomaban el tren para viajes domésticos había aumentado un 8 % más que el año anterior, lo que se consideró que reflejaba la creciente preocupación pública sobre el impacto de volar en las emisiones de CO2 (Greta se niega a volar para asistir a conferencias internacionales). Sentir vergüenza de tomar un avión debido a su impacto ambiental ha sido descrito en las redes sociales como Flygskam o «vergüenza de volar», junto con la etiqueta #jagstannarpåmarken, que se traduce como #mequedoenelsuelo.

## Premios, condecoraciones y honores

### Por año

#### 2018

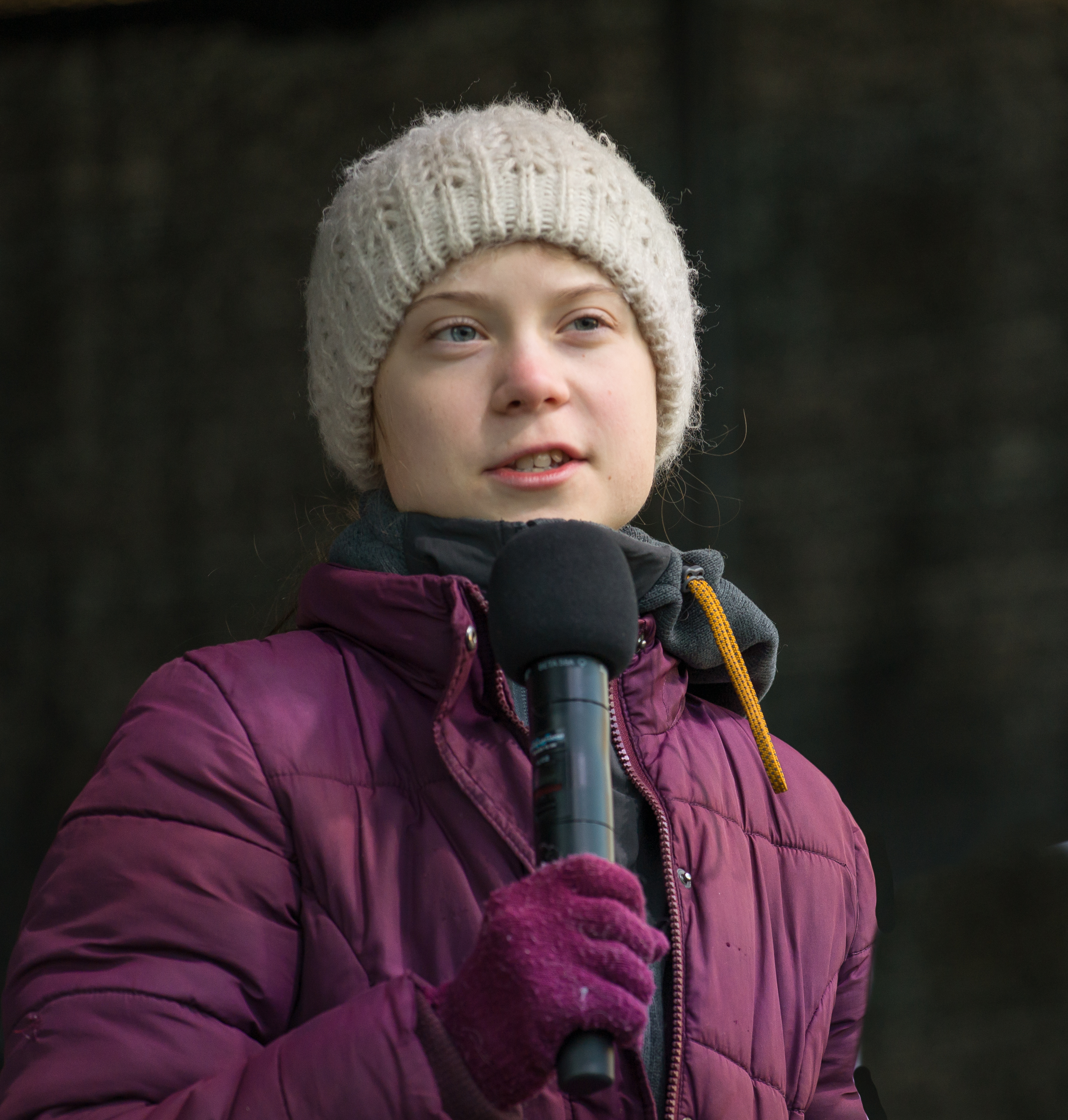
Thunberg en febrero de 2020

En mayo de 2018, Thunberg fue una de las ganadoras de la competición de Svenska Dagbladet, en relación con escribir un artículo de debate sobre el clima para la población joven.
Fue una de las tres nominadas para el premio «Héroe juvenil del medio ambiente» de 2018, patrocinado por la World Nature's Fund.
Thunberg fue nominada por la compañía eléctrica Telge Energi para el Children's Climate Prize, para niños y jóvenes que promueven el desarrollo sustentable, pero declinó porque los finalistas tendrían que volar hacia Estocolmo.
En noviembre de 2018, se le otorgó la beca Fryshuset al Joven Ejemplar del Año.
En diciembre de 2018, la revista Time incluyó a Greta Thunberg en la lista de los 25 adolescentes más influyentes del mundo (apareciendo en el octavo lugar). Más adelante, la misma revista la mencionó entre las 100 personalidades más influyentes del mundo en el año 2019.

#### 2019

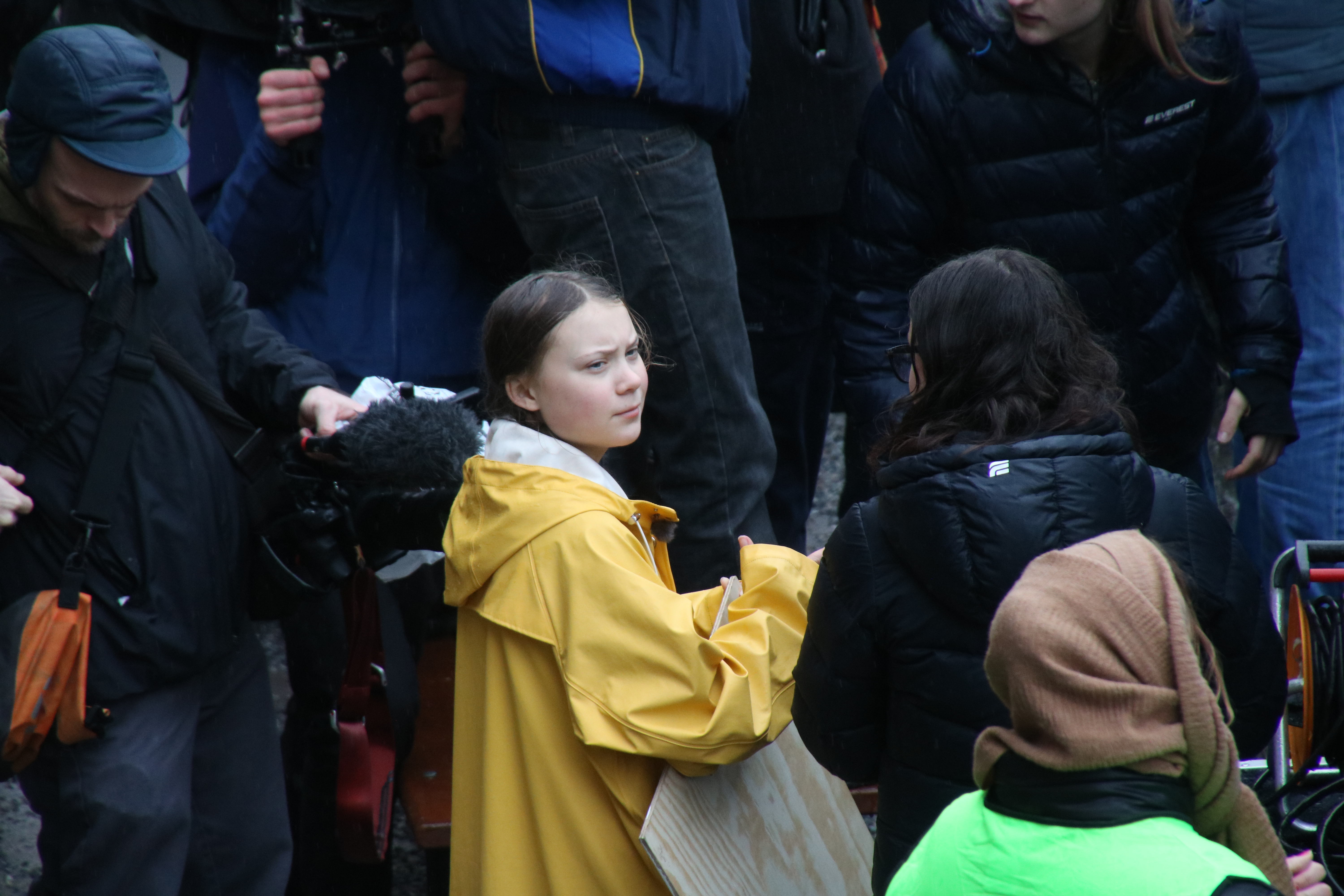
Greta Thunberg en la plazuela Mynttorget de Estocolmo (marzo de 2019)

El 8 de marzo de 2019, los tabloides suecos Aftonbladet y Expressen posicionaron a Thunberg como la Mujer del Año en Suecia, en una lista en la que estaban nominados la política Ebba Bush y la deportista Frida Karlsson, entre otras.
El 14 de marzo de 2019, tres políticos noruegos propusieron postular a Greta Thunberg para el Premio Nobel de la Paz, debido a que su lucha contra el cambio climático no solo ha movido a millones de personas alrededor del mundo, sino que también sería esencial para evitar futuros conflictos bélicos ante la falta de recursos naturales. En febrero de 2020, dos parlamentarios suecos la nominaron de nuevo para el premio.
En 2019 Amnistía Internacional otorgó a Greta Thunberg el premio anual de Embajador de Conciencia.
Greta Thunberg es doctora honoris causa por la Universidad de Mons. La ceremonia de entrega se celebró en Mons el 10 de octubre de 2019. Thunberg no pudo acudir en persona a ser investida pero agradeció el honor mediante un mensaje grabado en vídeo.
El 12 de julio de 2019 la Real Sociedad Geográfica Escocesa concedió a Thunberg la medalla Geddes Environment.
El 21 de julio de 2019 recibió el Premio de la Libertad de Normandía. El presidente de esta región francesa, Hervé Morin, reconoció que la activista sueca consiguió que la lucha contra el cambio climático fuera un objetivo «colectivo».
El 25 de septiembre de 2019 le fue concedido el Premio Right Livelihood. El jurado de este galardón, conocido como el «Nobel alternativo», le premió por «inspirar y amplificar las demandas políticas por una acción climática urgente que refleje hechos científicos».
El 1 de octubre de 2019, la revista Entomologist's Monthly Magazine publicó un artículo académico en el que se identificaba una nueva especie de escarabajo (Nelloptodes gretae), que recibía su nombre en honor de Greta Thunberg. El autor, el científico Michael Darby, dijo que eligió el nombre porque estaba «inmensamente impresionado» por la campaña ambiental de la adolescente sueca, y quería reconocer su contribución sobresaliente para crear conciencia sobre los problemas ambientales.
El 4 de octubre de 2019, Desmond Tutu anunció que la Fundación KidsRights otorgaba el Premio Internacional de la Paz de los niños de 2019 a Greta Thunberg y a Divina Maloum. El galardón fue entregado en una ceremonia el 20 de noviembre en La Haya. Greta no pudo acudir a la entrega pero aceptó el reconocimiento.
En octubre de 2019 Greta Thunberg rechazó el premio medioambiental del Consejo Nórdico. El galardón llevaba aparejada una dotación económica de 47 000 €. Thunberg manifestó: «Agradezco al Consejo Nórdico esta distinción, es un gran honor, pero el movimiento climático no necesita más premios, sino que los mandatarios y políticos escuchen a la ciencia».
El 11 de diciembre de 2019 la revista estadounidense Time la nombró «Persona del año», declarando que había logrado crear un cambio de actitud global y se había convertido en el ícono de una generación.
El 19 de diciembre de 2019 la revista británica Nature la eligió como una de las «Nature´s 10» (un listículo anual que publica la revista científica con las personas que han tenido mayor impacto en la ciencia). Nature declaró que Thunberg era un catalizador climático, una adolescente sueca que puso la ciencia del clima en primer plano, mientras canalizaba la ira de su generación.
En 2019 Thunberg también ha sido seleccionada como una de las 100 Mujeres (BBC) y una de las 100 mujeres más poderosas del mundo según la revista Forbes.

#### 2020
En abril de 2020 Thunberg recibió el Human Act Award 2020. Thunberg donó el dinero del premio a UNICEF para luchar contra el COVID-19.
En julio de 2020 Thunberg recibió el Gulbenkian Prize for Humanity. El importe del premio (1 millón de euros) lo donó a través de su fundación a proyectos que combaten la crisis climática.

### Epónimos

#### Género
- (Sparassidae) Thunberga, 29 especies de arácnidos en Madagascar y Mayotte[171]

#### Especies
- (Craugastoridae) Pristimantis gretathunbergae, rana en Panamá
- (Tateidae) Opacuincola gretathunbergae, caracol de aguadulce en Nueva Zelanda
- (Ptiliidae) Nelloptodes gretae, escarabajo en Kenia
- (Sparassidae) Thunberga greta, araña en Madagascar

## En la cultura popular y el arte
Greta Thunberg ha sido objeto de diversas representaciones artísticas. Greta y los gigantes, un libro de Zoë Tucker y Zoe Persico, publicado por Frances Lincoln Children's Books, se inspiró en la vida de Thunberg. La activista ha sido representada en múltiples murales. En Bristol, un mural de Thunberg de 15 metros de altura del artista Jody Thomas, retrata la mitad inferior de su cara como si estuviera bajo el nivel del agua del mar desde mayo de 2019. En San Francisco, el muralista argentino Andrés Iglesias (conocido como Cobre) terminó un mural que retrataba a Thunberg en noviembre de 2019.
El 3 de septiembre de 2020, el documental I Am Greta, de Hulu tuvo su estreno mundial en el Festival de Cine de Venecia. La película fue dirigida por Nathan Grossman. Tras su estreno en Venecia, la película se estrenó en Norteamérica en el Festival Internacional de Cine de Toronto el 11 de septiembre de 2020, y se estrenó en cines de Europa, América del Norte y Australia en octubre. Hulu comenzó a transmitir I am Greta en los Estados Unidos el 13 de noviembre de 2020. En enero de 2021, el servicio postal de Suecia, PostNord, emitió un grupo de sellos ilustrados con temas de la naturaleza, incluido uno con Thunberg representada con su icónico impermeable amarillo.
En 2023 el músico español José Riaza bajo el seudónimo de Miguel Cantalapiedra lanza en su disco Aventura o travesura una canción homenaje a Greta titulada «Greta en bicicleta».